# Osečina (selo)
Osečina (selo) (em cirílico: Осечина (село)) é uma vila da Sérvia localizada no município de Osečina, pertencente ao distrito de Kolubara. A sua população era de 752 habitantes segundo o censo de 2011.

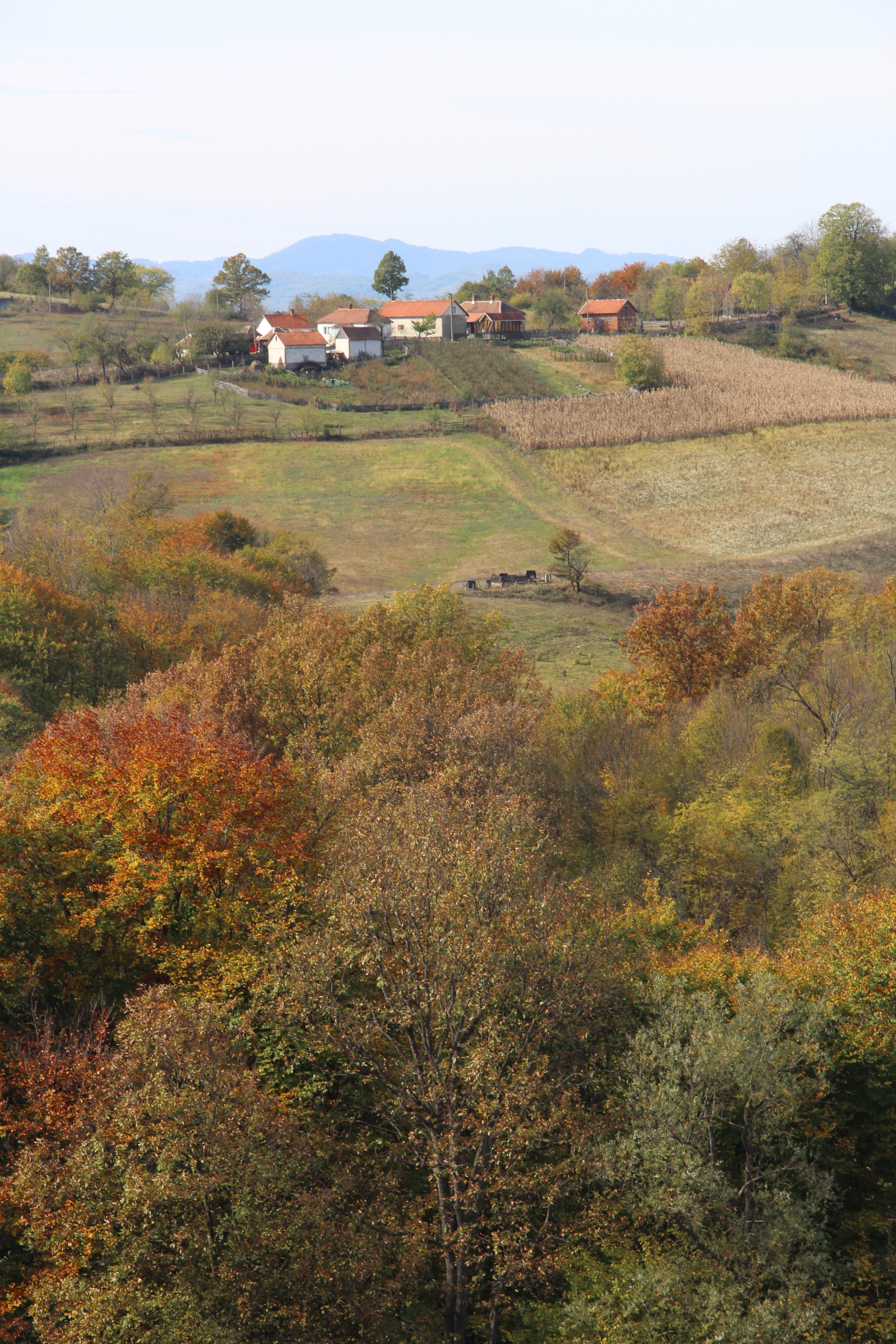
Osečina selo - panorama
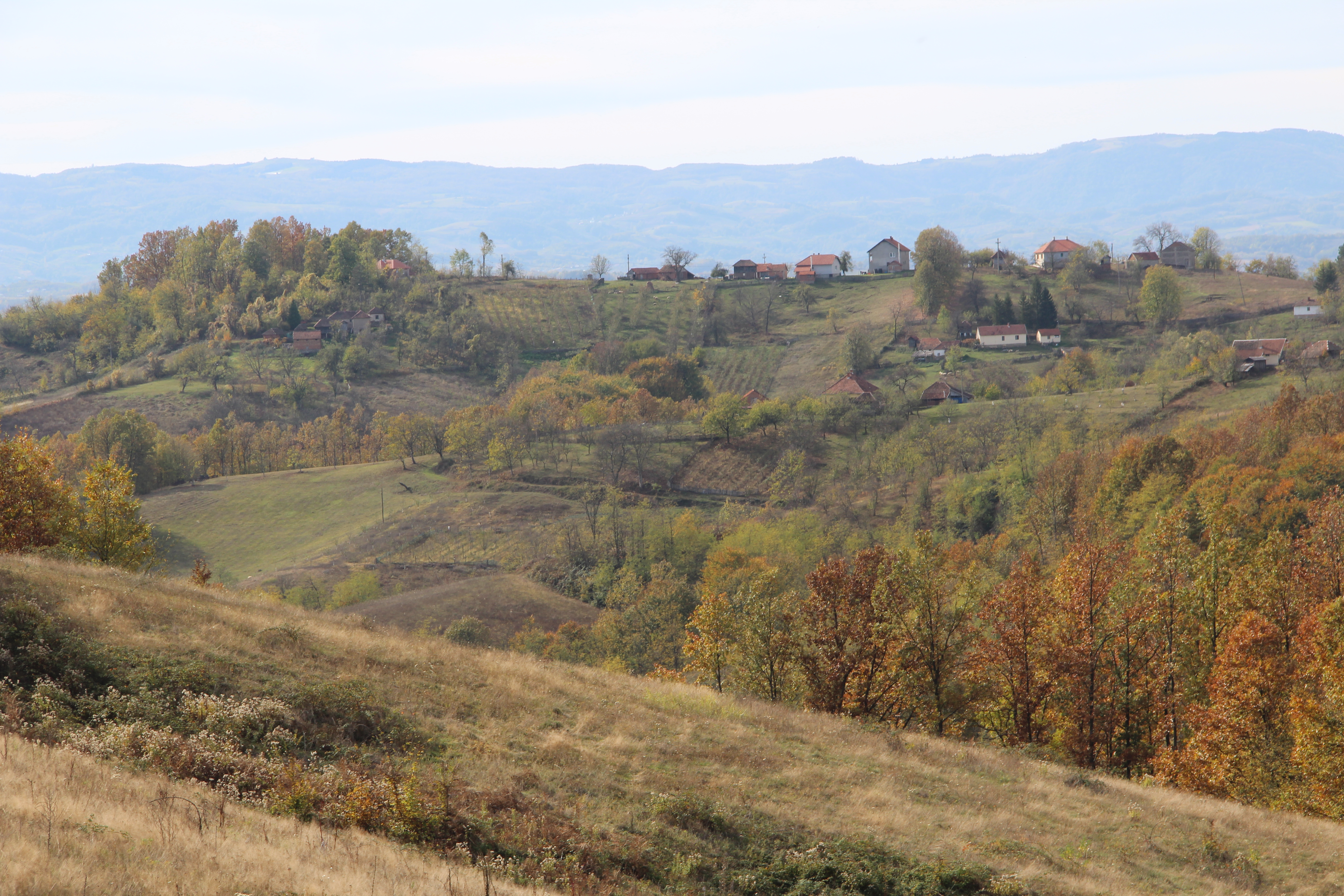
Osečina selo - panorama
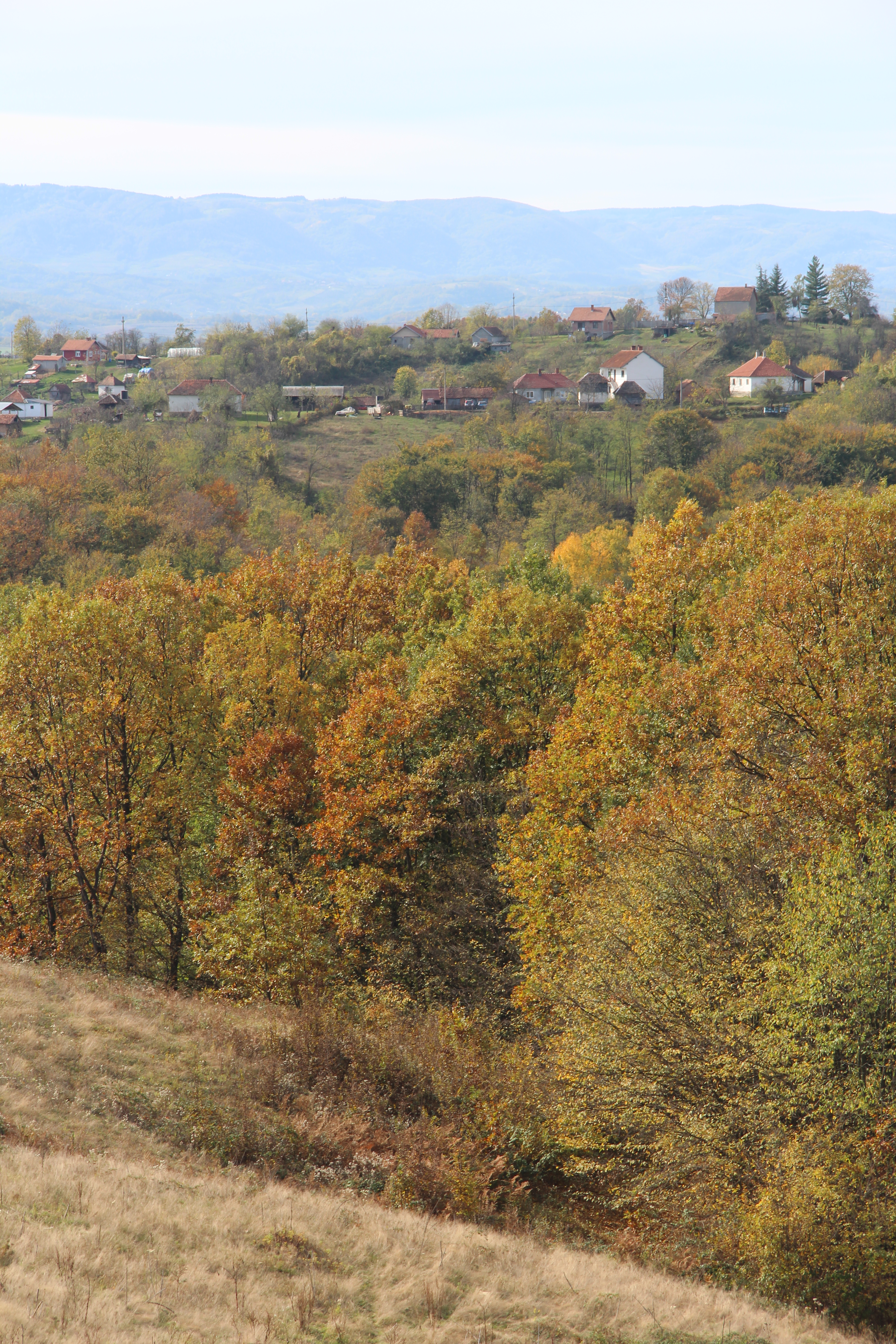
Osečina selo - panorama
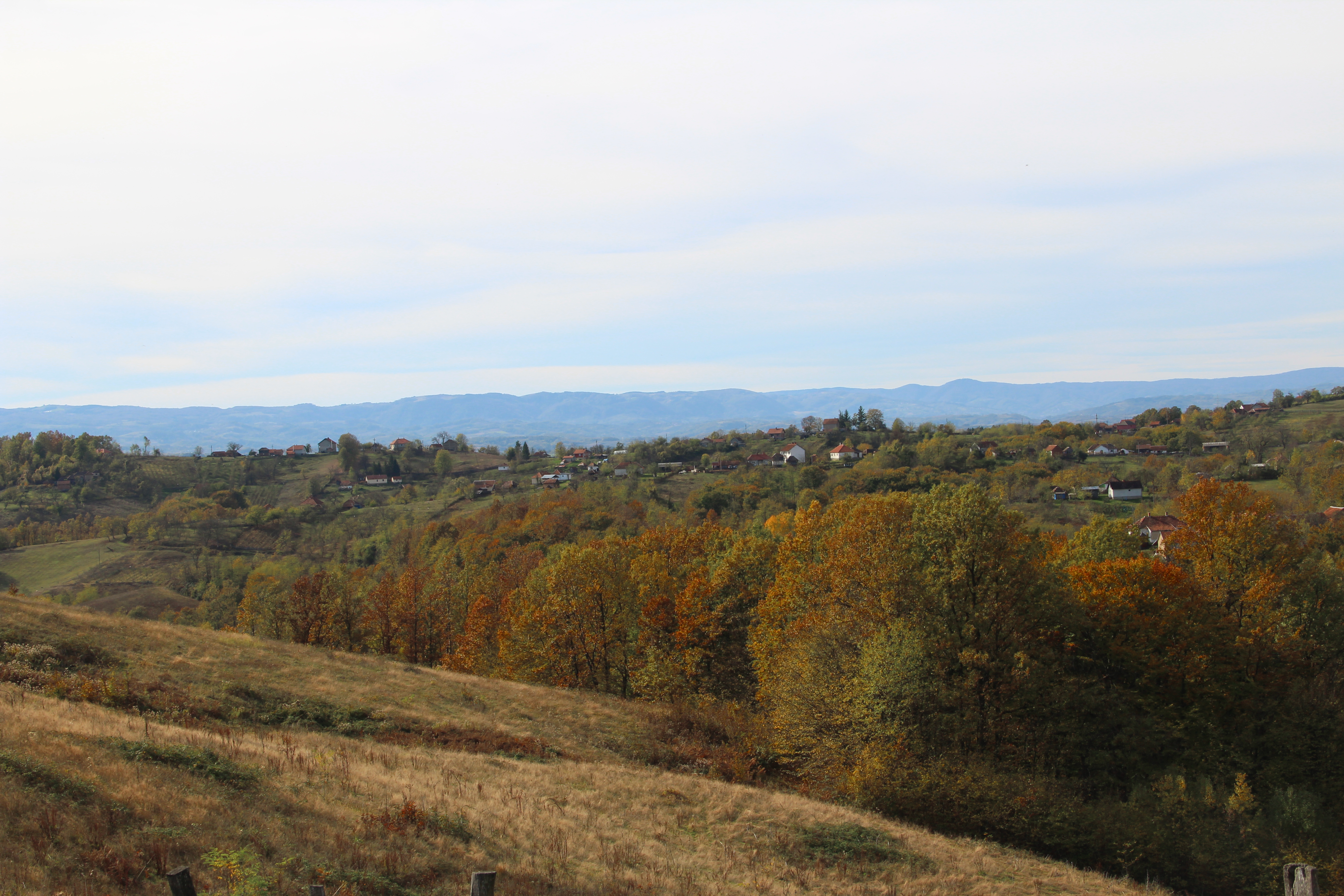
Osečina selo - panorama
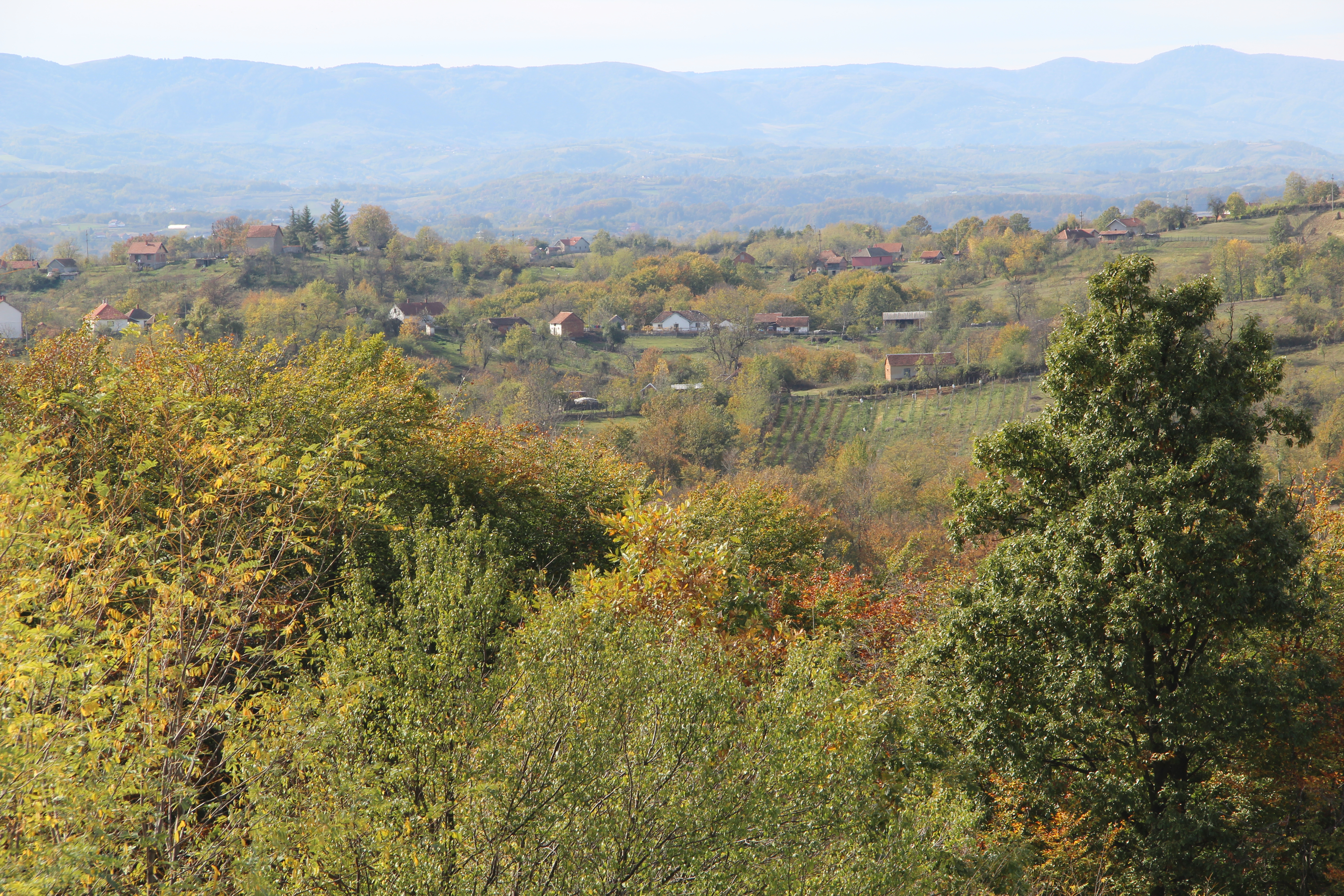
Osečina selo - panorama
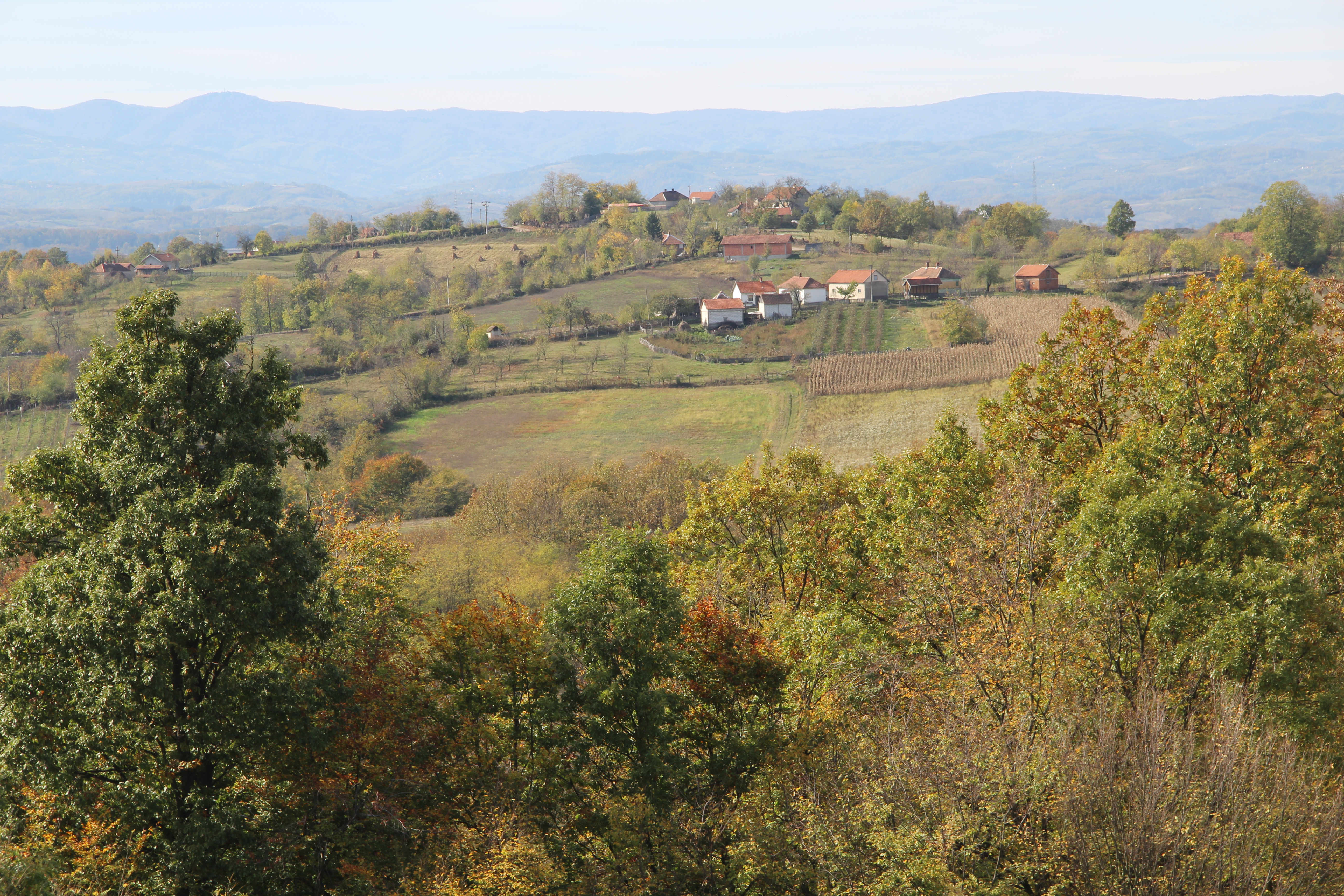
Osečina selo - panorama
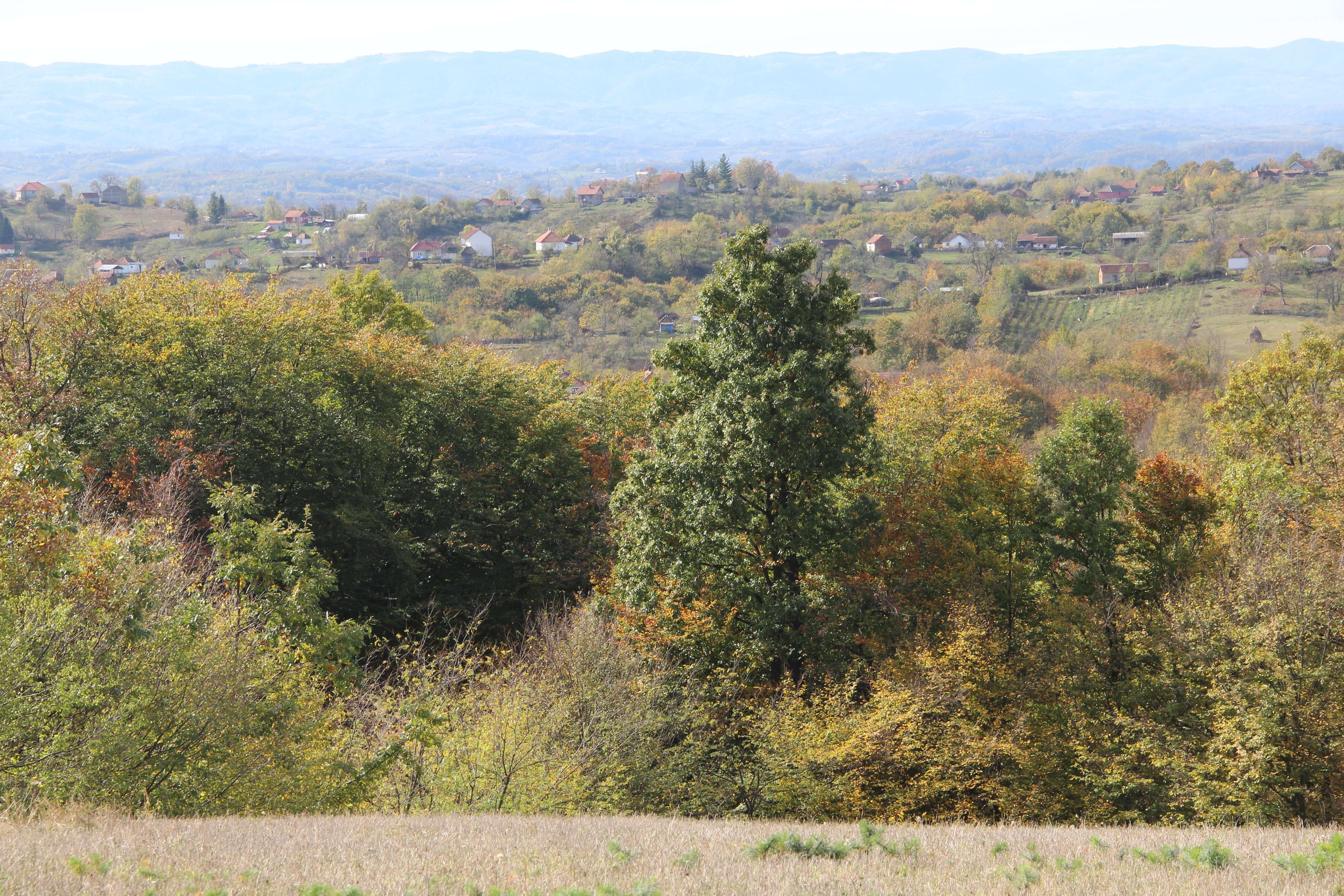
Osečina selo - panorama

## Demografia
| 1948  | 1953  | 1961  | 1971  | 1981  | 1991  | 2002 | 2011 |
| ----- | ----- | ----- | ----- | ----- | ----- | ---- | ---- |
| 2 262 | 2 147 | 1 976 | 1 816 | 1 500 | 1 181 | 944  | 752  |